# Clube Recreativo e Atlético Catalano
O Clube Recreativo e Atlético Catalano, ou simplesmente CRAC, é um clube de futebol brasileiro da cidade de Catalão, no estado de Goiás. Suas cores são o azul-claro (ciano) e o branco. Seu mascote é o leão.
Suas cores são o azul-claro (ciano) e o branco. Seu mascote é o leão. O Clube Recreativo e Atlético Catalano (CRAC) é considerado o maior time do interior de Goiás. O CRAC é o único clube do interior do estado a ganhar o título estadual da divisão principal mais de uma vez. Além disso, participou quatro vezes da decisão do campeonato, sendo vice-campeão em 1969 e 1997, e campeão em 	1967 e 2004.

## História

### Fundação
O Clube Recreativo e Atlético Catalano - CRAC, foi fundado em 13 de julho de 1931 para representar o município nas competições esportivas regional, estadual e nacional. No início disputava apenas torneios da cidade e alguns regionais, principalmente envolvendo as cidades de Araguari, Uberlândia e Uberaba.
Em 1965 foi campeão da Segunda Divisão, invicto, com a seguinte formação: Nego, Pereco, Lázaro, Luiz Carlos, Silvio Salomão, Macaúba, Edir, Dezoito, Zé Tavares, Hosana e Zinho. O técnico era Marambaia.
Para manter este time profissional a diretoria pedia auxílio à comunidade. Algo muito difícil na época, pois a cidade ainda não tinha uma paixão fortalecida. Criaram uma loteria (semelhante à esportiva) com cinco jogos e quem fizesse mais pontos passava na “construtora” do diretor Osires Pimentel Ulhôa e levava para casa o prêmio.
Algumas histórias são contadas pelos mais antigos, como a de que o time de 1965 era tão bom que na preleção, o técnico Marambaia não passava orientação técnica alguma, apenas dizia: “Meninos, hoje o jogo é duro. Nossa Senhora Aparecida que os proteja. Vamos lá!!!”
Ou como dizia o ex-auxiliar da tesouraria, João Cardoso de Carvalho, que chegava até o Hotel Matriz, na Praça da Velha Matriz, bem cedinho no domingo, dia do jogo, para conversar com o árbitro, pedindo que ele fosse imparcial. Mas, que poderia ser parcial se quisesse: “Os mais bravos eram os mais baratos”, dizia João Cardoso.

### Campeão Goiano de 1967
Em 1967, dois anos após entrar na divisão de elite goiana e um ano após o primeiro título do Goiás EC, o CRAC sagrou-se campeão goiano da primeira divisão.
Foi no dia 25 de novembro de 1967 em pleno estádio Antônio Accioly. Um sábado à tarde, com a maior renda já vista até então num jogo de futebol no estado de Goiás. A diretoria do CRAC tentou de toda maneira transferir o jogo para o Estádio Olímpico, mas o Atlético não aceitou.
O CRAC entrou em campo e venceu com Nego, Silvio Salomão, Gato, Dema e Luiz Carlos. Lázaro e Dezoite. Claudinho, Toró, Toninho Índio e Wagner. Além desses atletas, outros como: Recife e Bira tiveram boas atuações.
O gol foi marcado pelo ponta esquerda Wagner aos 18 minutos. Daí pra frente houve muita pressão do time atleticano, mas o Leão do Sul manteve o placar. O técnico que comandou o CRAC nessa vitória importante foi Odair Tito.
O time campeão de 1965 (Segunda Divisão) e o de 1967 (Primeira Divisão) foi praticamente mantido durante cinco anos.
Foram 18 jogos, sendo nove vitórias, seis empates e apenas três derrotas. Toninho Índio foi artilheiro do campeonato no ano de 1967 com 17 gols.
Terminado o jogo a cidade de Catalão ficou toda empolgada.
As pessoas se abraçavam, corriam pelas ruas e quando finalmente a equipe campeã chegou à cidade houve uma comemoração tão vibrante como nunca se viu até então.
Nem mesmo o famoso torcedor atleticano “respeita as cores vagabundo”, conseguiu segurar a força do CRAC em pleno estádio Antônio Accioly.

### O gol de seis segundos
Um acontecimento marcante se deu num jogo entre CRAC 1 - 0 Atlético Goianiense (Campeonato de 1968), quando o juiz da partida autorizou a saída de bola e o atleta Claudão (Cláudio Vitor) chutou diretamente ao gol, fazendo talvez (naquela época não havia filmagens para poder cronometrar corretamente o lance) o gol mais rápido do mundo. O goleiro do Atlético estava fazendo aquecimento na linha da grande área e não deu tempo de voltar para a meta. Foram apenas dois toques e, na súmula, o tempo de seis segundos. Acredita-se, pelas dimensões do “Genervino” e pela rapidez, que o tempo gasto seria de no máximo seis segundos.
O Crac é a única equipe do interior do Estado de Goiás a ganhar mais de uma vez o título estadual da divisão principal (Campeonato Goiano), nem uma equipe do interior tem mais títulos que o Crac na Série A do Goianão, além disso o time também foi o que mais participou de decisões do campeonato estadual (quatro vezes), sendo vice-campeão em 1969 e 1997. Além de ser campeão da segunda divisão nos anos de 1986, 2001, 2003.

### O bicampeonato de 2004
Determinação, planejamento e organização foram características marcantes do trabalho feito pela diretoria, comissão técnica e jogadores, culminando na conquista do Campeonato Goiano de 2004, tarefa até então considerada impossível por muitos.
Na apresentação do elenco o prefeito Adib Elias, torcedor n° 1 e grande incentivador do time, pediu coragem, determinação e união ao grupo para conseguir levantar pela segunda vez a taça de campeão.
Com uma equipe forte formada por jogadores vindos de todo o Brasil, o Leão do Sul iniciou em Ipameri a saga rumo à vitória. O primeiro embate foi com foi o Novo Horizonte, na casa do adversário, estádio Durval Ferreira Franco. O resultado foi a vitória do CRAC por 2 - 1.
O resultado positivo no certame só foi possível porque a diretoria cumpriu papel relevante. Sempre oferecendo aos jogadores as condições, dentro e fora das quatro linhas, necessárias para que o rendimento nos jogos fosse o melhor, a diretoria com o apoio do prefeito torcedor pagou em dia os salários e prêmios.
O jogo aconteceu no Serra Dourada contra o Vila Nova. Colorido de azul e branco o estádio da capital foi palco de um espetáculo. No tempo normal o Leão perdeu, mas nas penalidades máximas o goleiro Helder fechou o gol e o catalano vibrou e comemorou.
O torcedor amanheceu uniformizado. Camiseta, boton, faixa, bandeira e tudo mais que tira direito nas cores azul e branco. O domingo (18 de abril de 2004) , que começava em clima de alegria terminaria ainda mais alegre.
Além do fato da final do Goianão estar sendo disputada por um time do interior, o fato inédito da partida acontecer num estádio do interior tornava o momento ainda mais especial. O espetáculo foi digno de ser mostrado para o Brasil através de emissoras de televisão. E a cidade toda viu o jogo, que foi transmitido ao vivo. Cada lance, cada emoção comemorada por famílias e torcedores de coração.
A torcida teve papel de honra na conquista do Goianão. Sempre presente nas partidas desde o início da competição o torcedor deu show, mesmo nas apresentações fora de casa, se mostrando ser o 12° jogador.
No ano de 2007, o clube terminou em 5º lugar o Campeonato Goiano, sendo convidado pela CBF para disputar o Série C. E enfrentando outros 63 times, não decepcionou: apesar de não conseguir o acesso ao Campeonato Brasileiro da Série B, o time terminou entre os cinco primeiros, à frente de equipes tradicionais como o Guarani, o Paysandu e o Joinville.
Em 2009, o clube terminou em 2º lugar no grupo A do Campeonato Goiano, se classificando, assim, para o Campeonato Brasileiro de Futebol de 2009 – Série D.
As principais campanhas de destaque foram quando o time disputou o Campeonato Brasileiro da Série D e foi vice-campeão em 2012, já no Campeonato Brasileiro Série C, melhor campanha foi quando o time ficou em 5° lugar no ano de 2007.

### 2013 - Copa do Brasil e Série C
O que mais marcou a história do Crac e também do torcedor catalano, foi quando o time disputou a Copa do Brasil e foi até a 3ª Fase no ano de 2013, em que eliminou o Náutico e enfrentou o Santos, uma das principais equipes do Brasil, . Na época o Crac foi até cidade de Santos no interior de São Paulo e conseguiu sair da Vila Belmiro com o empate por 1 - 1, mas no jogo de volta no Genervino da Fonseca o Leão do Sul perdeu por 2 - 0, assim o time paulista classificou para as oitavas de final da Copa do Brasil. Na oportunidade no primeiro jogo disputado no estado de São Paulo, Neymar na época já era jogador do Barcelona e teria deixado o Santos a pouco tempo, naquele dia contra o Crac o atacante ficou no banco de reservas e acompanhou o time desorganizado empatar com a equipe do Crac. Na Série C de 2013 o clube acabou por ser rebaixado.

### 2014 - Atualmente
No ano de 2014 o Crac disputou a Série C com a vaga do Ipatinga, porém, chegou um momento que o clube teve que abandonar a competição por causa de que a prefeitura e o clube trocavam acusações e o time não havia dinheiro.
Nos anos de 2015 e 2016, o clube luta contra o rebaixamento no Campeonato Goiano.
Em 2017 o clube fez uma campanha péssima e foi rebaixado no Campeonato Goiano.
Em 2018 o clube fez uma grandiosa campanha na Divisão de Acesso e foi campeão com uma campanha de 10 vitórias, 3 empates e 1 derrota.
Em 2019 a equipe faz uma ótima campanha na fase de grupo do Campeonato Goiano ficando em 3° lugar e com isso consegue ir para as quartas de finais, nas quartas de finais a equipe enfrentou o Vila Nova, o jogo de ida ocorreu em Goiânia e o CRAC perdeu por 2 - 0, no jogo de volta em Catalão a equipe ganhou de 1 - 0, mas não foi suficiente e a equipe foi eliminada nas quartas de finais, mas a equipe conseguiu ter a 5° melhor campanha do campeonato e com isso consegue uma vaga para a Série D.

## Títulos

### Futebol Profissional
| Estaduais | Estaduais                             | Estaduais | Estaduais               |
|           | Competição                            | Títulos   | Temporadas              |
| --------- | ------------------------------------- | --------- | ----------------------- |
|           | Campeonato Goiano                     | 2         | 1967 e 2004             |
|           | Campeonato Goiano - Divisão de Acesso | 4         | 1965, 2001, 2003 e 2018 |

### Categorias de Base
- XX Copa Sulamerica - Catalão-GO - Sub-18: 2010.
- Taça Mané Garrincha - Sub-18: 2012.

## Campanhas de destaque
- Campeonato Brasileiro - Série D: Vice-Campeão em 2012.
- Campeonato Brasileiro - Série C: 5° lugar em 2007.
- Copa do Brasil: 3ª Fase em 2013.

## Resultados de Expressão
- Goiás 1–5 CRAC - O jogo foi válido pelo Goianão de 2011 no Estádio Hailé Pinheiro. Foi a maior goleada sofrida pelo Goiás em casa na história do clube. [31]
- Goiatuba 3–6 CRAC - Essa goleada foi logo na primeira rodada do Goianão de 2006 na casa do adversário, na cidade de Goiatuba, no Estádio Divino Garcia Rosa.[carece de fontes?]
- CRAC 4–2 Bahia - Partida válida pelo Brasileirão Série C de 2007 no Estádio Parque do Sabiá, em Uberlândia.[32]
- CRAC 3–1 Náutico - Partida válida pela 1° fase da Copa do Brasil de 2013 no Estádio Genervino da Fonseca.[33]
- Santos 1–1 CRAC - Partida válida pela 3ª fase da Copa do Brasil de 2013 na Vila Belmiro, em Santos.[34]

## Patrimônio

### Estádio Genervino Evangelista da Fonseca

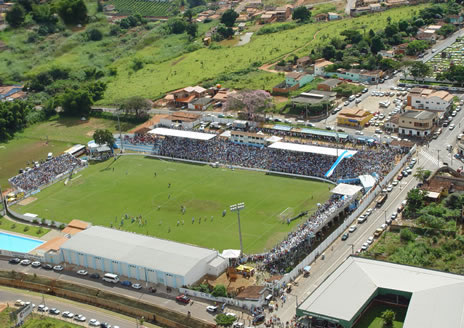
Estádio Genervino da Fonseca.

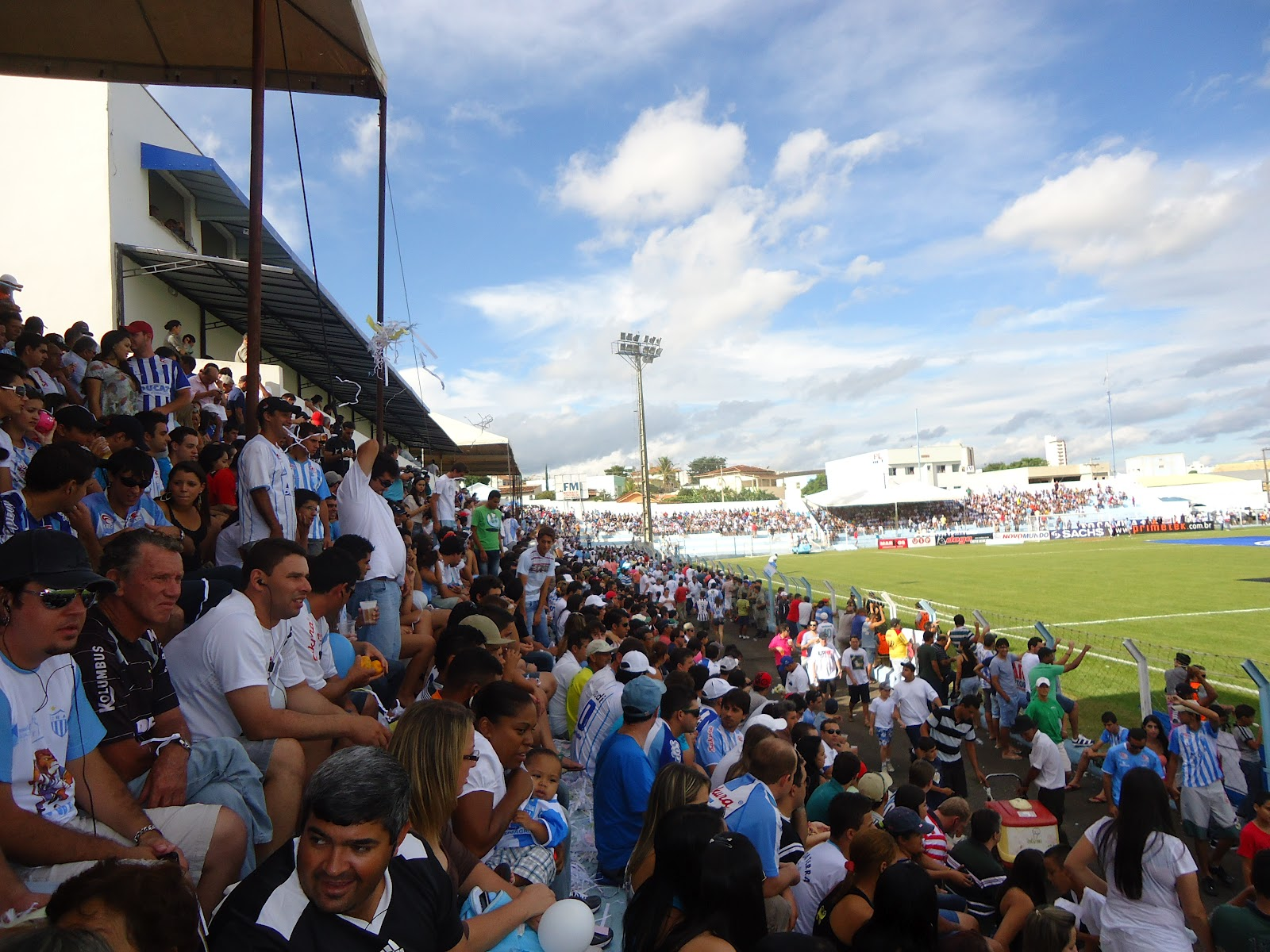
Torcida no Genervino no ano de 2012

O Estádio Genervino Evangelista da Fonseca (homenagem ao ex-deputado federal que doou o terreno para a construção do estádio), localiza-se na cidade de Catalão, no interior do estado de Goiás, Brasil. É um dos estádios mais antigos ou o mais antigo de Goiás e o primeiro a ter o campo de jogo totalmente gramado.
Além do Estádio JK (do Itumbiara) é o único do interior goiano com placar eletrônico, além deles, somente o Estádio Serra Dourada e o Estádio Hailé Pinheiro, que ficam na capital goiana possuem placar eletrônico. É o único do interior do Centro-Oeste que possui carro maca para transporte de jogadores contundidos ou lesionados. Apesar de pertencer ao CRAC, atualmente o estádio é administrado pela Prefeitura Municipal de Catalão através de um contrato de comodato.[carece de fontes?]
É a maior praça de esportes do sudeste goiano. Nele são disputados jogos do Campeonato Goiano de Futebol, Campeonato Brasileiro de Futebol - Série C, e do Campeonato Brasileiro de Futebol - Série D, além dos campeonatos amadores de Catalão e da região do entorno de Catalão. Em 2007, não pôde abrigar os jogos da terceira fase da Série C do Campeonato Brasileiro.[carece de fontes?]
Com a ajuda da comunidade através de doações e mão de obra, hoje tem capacidade para 9000 espectadores. O estádio possui um gramado regular, 13 cabines para imprensa e tribuna de honra.

## Estatísticas

### Participações
|  | Participações em 2026 |

| Competição | Competição        | Temporadas | Melhor campanha       | Estreia | Última | P | R |
| Goiás      | Campeonato Goiano | 57         | Campeão (1967 e 2004) | 1966    | 2026   |   | 5 |
| Goiás      | 2ª Divisão        | 4          | Campeão (4 vezes)     | 1965    | 2018   | 7 | – |
| Brasil     | Série C           | 4          | 5º colocado (2007)    | 2004    | 2014   | – | 1 |
| Brasil     | Série D           | 6          | Vice-campeão (2012)   | 2009    | 2026   | 1 |   |
| Brasil     | Copa do Brasil    | 2          | 3ª fase (2013)        | 2005    | 2013   |   |   |

### Últimas dez temporadas
Legenda:
| Campeão Vice-campeão | Classificado à Copa Libertadores da América Classificado à Copa Sul-Americana ou Copa do Brasil | Rebaixamento Acesso |

### Nacionais
| Ano  | 2005 | 2013 |
| ---- | ---- | ---- |
| Pos. | 1F   | 2F   |

| Ano  | 2004 | 2007 | 2013 | 2014 |
| ---- | ---- | ---- | ---- | ---- |
| Pos. | 11º  | 5º   | 17º  | 19º  |

| Ano  | 2009 | 2012 | 2015 |
| ---- | ---- | ---- | ---- |
| Pos. | 29º  | 2º   | 9º   |

### Estaduais
Essas são as estatísticas referentes ao Campeonato Goiano:
| Ano  | 1960 | 1961 | 1962 | 1963 | 1964 | 1965 | 1966 | 1967 | 1968 | 1969 |
| ---- | ---- | ---- | ---- | ---- | ---- | ---- | ---- | ---- | ---- | ---- |
| Pos. | —    | —    | —    | —    | —    | —    | 9º   | 1º   | 4º   | 2º   |
| Ano  | 1970 | 1971 | 1972 | 1973 | 1974 | 1975 | 1976 | 1977 | 1978 | 1979 |
| Pos. | 8º   | —    | —    | —    | —    | —    | —    | —    | —    | —    |
| Ano  | 1980 | 1981 | 1982 | 1983 | 1984 | 1985 | 1986 | 1987 | 1988 | 1989 |
| Pos. | —    | 10º  | 10º  | —    | —    | —    | —    | 11º  | —    | —    |
| Ano  | 1990 | 1991 | 1992 | 1993 | 1994 | 1995 | 1996 | 1997 | 1998 | 1999 |
| Pos. | —    | —    | —    | 15º  | 14º  | 4º   | 8º   | 2º   | 5º   | 8º   |
| Ano  | 2000 | 2001 | 2002 | 2003 | 2004 | 2005 | 2006 | 2007 | 2008 | 2009 |
| Pos. | —    | —    | 9º   | —    | 1º   | 7º   | 8º   | 5º   | 9º   | 4º   |
| Ano  | 2010 | 2011 | 2012 | 2013 | 2014 | 2015 | 2016 | 2017 | 2018 | 2019 |
| Pos. | 6º   | 5º   | 3º   | 7º   | 7º   | 8º   | 8º   | 10º  | —    | 5º   |

| Ano  | 1960 | 1961 | 1962 | 1963 | 1964 | 1965 | 1966 | 1967 | 1968 | 1969 |
| ---- | ---- | ---- | ---- | ---- | ---- | ---- | ---- | ---- | ---- | ---- |
| Pos. | ?    | ?    | ?    | ?    | ?    | 1º   | —    | ?    | —    | —    |
| Ano  | 1970 | 1971 | 1972 | 1973 | 1974 | 1975 | 1976 | 1977 | 1978 | 1979 |
| Pos. | —    | ?    | ?    | ?    | ?    | ?    | ?    | ?    | ?    | ?    |
| Ano  | 1980 | 1981 | 1982 | 1983 | 1984 | 1985 | 1986 | 1987 | 1988 | 1989 |
| Pos. | ?    | —    | 8º   | 7º   | 3º   | 4º   | 2º   | —    | 4º   | 5º   |
| Ano  | 1990 | 1991 | 1992 | 1993 | 1994 | 1995 | 1996 | 1997 | 1998 | 1999 |
| Pos. | 5º   | 7º   | 3º   | —    | —    | —    | —    | —    | —    | 10º  |
| Ano  | 2000 | 2001 | 2002 | 2003 | 2004 | 2005 | 2006 | 2007 | 2008 | 2009 |
| Pos. | —    | 1º   | —    | 1º   | —    | —    | —    | —    | —    | —    |
| Ano  | 2010 | 2011 | 2012 | 2013 | 2014 | 2015 | 2016 | 2017 | 2018 | 2019 |
| Pos. | —    | —    | —    | —    | —    | —    | —    | —    | 1°   | —    |

1. ↑  «Crac e Goiás empatam em jogaço de seis gols em Catalão - EG». esportegoiano.com.br. 25 de janeiro de 2023. Consultado em 28 de julho de 2023
2. ↑  «Crac e Itumbiara empatam, e tricolor é rebaixado». opopular.com.br. 22 de abril de 2021. Consultado em 28 de julho de 2023
3. ↑  Mais Goiás
https://www.maisgoias.com.br › g...
Goianão 2024: Maior campeão do interior, Crac busca retomar seus dias ... O Clube Recreativo e Atlético Catalano (CRAC) é considerado o maior time do interior de Goiás. O CRAC é o único clube do interior do estado a ganhar o título estadual da divisão principal mais de uma vez. Além disso, participou quatro vezes da decisão do campeonato, sendo vice-campeão em 1969 e 1997.
4. ↑  «Leão joga hoje contra o Galo». jornalocatalao.com.br. 9 de março de 2019. Consultado em 28 de julho de 2023
5. ↑  «Clube Recreativo e Atlético Catalano (CRAC) completa 90 anos de fundação nesta terça-feira». zapcatalao.com.br. 13 de julho de 2021. Consultado em 28 de julho de 2023
6. ↑  «No Genervino da Fonseca, Aparecidense e Crac fazem o jogo de volta das quartas». ohoje.com. 4 de março de 2023. Consultado em 28 de julho de 2023
7. 1 2  «Estádio do Crac de Catalão vai a leilão para pagamento de dividas trabalhistas; saiba o valor». diariodegoias.com.br. 19 de julho de 2022. Consultado em 28 de julho de 2023
8. ↑  «Roberto Silva fala sobre contratações do Crac: "São jogadores experientes"». sagresonline.com.br. 10 de janeiro de 2019. Consultado em 28 de julho de 2023
9. ↑  «CRAC contrata técnico Leandro Sena». ge.globo.com. 14 de junho de 2023. Consultado em 28 de julho de 2023
10. 1 2 3 4 5 6 7 8 9 10 11 12 13 14 15 16 17 18 19 20 21  «O Clube». cracnet.com.br. Consultado em 28 de julho de 2023
11. 1 2 3 4  «CRAC Campeão: 50 anos ( 1967-2017)». jornalocatalao.com.br. 24 de novembro de 2017. Consultado em 28 de julho de 2023
12. ↑  «Crac é Campeão da Divisão de Acesso, com duas rodadas de antecedência». portalcatalao.com.br. 17 de setembro de 2018. Consultado em 28 de julho de 2023
13. ↑  «Crac vence nos pênaltis e é campeão goiano - 18/04/2004». 18 de abril de 2004. Consultado em 28 de julho de 2023
14. ↑  «Há 15 anos, Crac erguia, pela segunda vez, a taça de Campeão Goiano». portalcatalao.com.br. 18 de abril de 2019. Consultado em 28 de julho de 2023
15. 1 2 3 4  «Parabéns, Clube Recreativo e Atlético Catalano! Crac completa 92 anos de história e glórias». zapcatalao.com.br. 13 de julho de 2023. Consultado em 28 de julho de 2023
16. ↑  «História: Crac é único goiano que conseguiu subir da D pra C». opopular.com.br. 8 de janeiro de 2021. Consultado em 28 de julho de 2023
17. ↑  «Náutico perde de 3 a 1 do CRAC, e Santa Cruz avança: veja resultados da Copa do Brasil». espn.com.br. 11 de abril de 2013. Consultado em 28 de julho de 2023
18. ↑  «Com Neymar de olho, Peixe cede empate para o Crac-GO na Vila». lance.com.br. 10 de julho de 2013. Consultado em 28 de julho de 2023
19. ↑  «Mesmo com time misto, Santos derrota o Crac-GO e chega às oitavas da Copa do Brasil». espn.com.br. 24 de julho de 2013. Consultado em 28 de julho de 2023
20. ↑  «Mesmo cheio de garotos, Santos não treme e vence o CRAC por 2 a 0». sagresonline.com.br. 25 de julho de 2013. Consultado em 28 de julho de 2023
21. ↑  «STJD reconhece o direito do Crac em disputar a Série C do Brasileiro». globoesporte.globo.com. 18 de abril de 2014. Consultado em 28 de julho de 2023
22. ↑  «Crac só empata com Guarani, vê Duque vencer, e cai para a Série D». globoesporte.globo.com. 12 de outubro de 2013. Consultado em 28 de julho de 2023
23. ↑  «Com rebaixamento do Ipatinga, Crac ganha direito de disputar Série C de 2014». memoria.ebc.com.br. 22 de abril de 2014. Consultado em 28 de julho de 2023
24. ↑  «Desistência do Crac na Série C vira 'jogo de empurra' no interior de Goiás». espn.com.br. 14 de agosto de 2014. Consultado em 28 de julho de 2023
25. ↑  «CRAC poderá ser rebaixado pela 2ª vez seguida e na mesma divisão do Brasileirão». srgoool.com.br. 26 de agosto de 2014. Consultado em 28 de julho de 2023
26. ↑  «GOIANO: Crac perde e é o primeiro rebaixado; Vila Nova é surpreendido». futebolinterior.com.br. 2 de abril de 2017. Consultado em 28 de julho de 2023
27. ↑  «Crac perde para o Iporá e está rebaixado no Campeonato Goiano». diariodegoias.com.br. 2 de abril de 2017. Consultado em 28 de julho de 2023
28. ↑  «Crac é campeão, Novo Horizonte sobe e Goiânia fica perto do retorno à elite». ge.globo.co. 17 de setembro de 2018. Consultado em 28 de julho de 2023
29. ↑  «Édipo marca no fim, Crac vence Jataiense e conquista o título». esportegoiano.com.br. 16 de setembro de 2018. Consultado em 28 de julho de 2023
30. ↑  «Crac vence o Vila Nova em Catalão, mas é eliminado do Goianão 2019». portalcatalao.com.br. 28 de março de 2019. Consultado em 28 de julho de 2023
31. ↑  «Mesmo atuando em casa, Goiás leva goleada e dá vexame diante do Crac». globoesporte.ge.globo.com. 20 de janeiro de 2011. Consultado em 26 de julho de 2023
32. ↑  «Bahia perde chance de homenagear vítimas». globoesporte.globo.com. 28 de novembro de 2007. Consultado em 26 de julho de 2023
33. ↑  «Crac-GO vence o Náutico por 3 a 1 e leva vantagem para jogo no Recife». globoesporte.globo.com. 10 de abril de 2013. Consultado em 26 de julho de 2023
34. ↑  «Santos apenas empata com Crac na Copa do Brasil». gazetadopovo.com.br. 10 de julho de 2013. Consultado em 26 de julho de 2023